# مظفر شاه الأول سلطان قدح
بادوكا سري سلطان مظفر شاه الأول، (توفي 27 يوليو 1179) يلقب فرا اونغ ماهاوانغسا كان ملك أسطوري وقيل أنه كان أول سلطان لسلطنة قدح، وفقا لحكاية ميرونغ ماهاوانغسا. وكان آخر ملوك الهندوس من قدح، مُلقب سري بادوكا مهراجا دوربار رجا قبل تحوله إلى الإسلام، وأصبح فيما بعد مؤسس سلطنة قدح.